# Percival Gull
Le Percival Gull (ou D-Series) est un avion utilitaire léger monoplan triplace à aile basse, conçu et produit par le constructeur britannique Percival Aircraft entre 1932 et 1938.

## Historique

### Conception et développement
En juin 1930, le concepteur d'avion australien Edgar Percival (en) achète un petit Hendy 302 (en) monoplace équipé d'un moteur Cirrus (en) Hermes IV de 130 ch et il s'engage avec sur la King's Cup Race de 1930. Fort de cette expérience, il entreprend la conception d'un avion triplace en s'inspirant du Hendy 302, avec l'ambition de le faire concourir lors des futures éditions de la King's Cup Race. Du Hendy, il conserve l'allure générale, son aile basse cantilever repliable de type Henderson et la motorisation. C'est un avion léger (400 kg) aux armatures en bois (en épicéa) entoilées pouvant accueillir un pilote et deux passagers,,.
La construction du prototype est financée par le Lieutenant commander E.B.W. Leake et effectuée par la British Aircraft Company de Lowe-Wylde à Maidstone dans le Kent,. Le développement et les essais sont tenus secret pour se protéger de la concurrence et on ignore donc la date du premier vol. Son immatriculation, G-ABUR, lui est attribuée en février 1932 et un premier certificat de navigabilité lui est attribué le 30 juin 1932. Peu après, il aurait été lourdement endommagé lors de tests au centre d'essais de Martlesham Heath. Puis reconstruit en trois semaines, il obtient un nouveau certificat de navigabilité le 3 juillet 1932 et peut prendre le départ de la King's Cup Race les 8 et 9 juillet 1932. Piloté par Percival, l'avion effectue les 1 970 km du circuit au départ et à l'arrivée de l'aérodrome de Brooklands à une vitesse moyenne de 228 km/h et attire l'attention. Percival passe alors un accord avec Parnall & Sons (en) (les constructeurs du Hendy 302) à Yate pour pouvoir le produire et le commercialiser.
Ce premier exemplaire est désigné D.1, et subit un certain nombre de modifications avant sa commercialisation. La principale est une remotorisation. Le Cirrus Hermes IV est remplacé par un Napier Javelin (en) III, qui avec ses six cylindres en ligne fournit 160 ch (trente de plus que le Cirrus) et permet d'augmenter la vitesse de l'avion de 25 km/h, en pointe comme en croisière (la vitesse de croisière s'établit alors à 225 km/h). Il est également équipé d'une nouvelle verrière avec un panneau de toit entièrement transparent,. C'est cette nouvelle version, désignée D.2, qui est produite par la Parnall et vendue à vingt-neuf exemplaires pour un prix de 1 250 livres ou 1 275 livres,,. Les Percival D.1 Gull et Percival D.2 Gull sont plus tard regroupés sous l'appellation Percival Gull IV.
Les Gull IV rencontrent le succès et sont vendus jusqu'au Japon et au Brésil. Mais Parnall a du mal à tenir un rythme de production suffisant. En 1933, Percival et Leake s'associent pour créer à Londres la Percival Aircraft Company. L'entreprise engage un directeur technique, R.H. Bound, un chef dessinateur, A.A. Bage et, en 1934, crée un atelier de construction sur l'aérodrome de Gravesend (en), dans le Kent, dirigé par W.A. Summers. C'est ici que sont produits dix-neuf Gull de type D.3, ou Percival Gull VI, incluant une nouvelle verrière de cockpit, un nouveau train d'atterrissage et une motorisation plus puissante : un de Havilland Gipsy Six (en) de six cylindres fournissant 200 ch et équipant de nombreux avions de courses des années 1930,.
C'est ainsi que le Percival Gull devient le premier avion produit par Percival Aircraft. C'est une mouette (gull ou seagull en anglais) en vol qui est choisie comme logo de la société, reprenant le nom de son avion. Percival le choisit parce qu'il considère la mouette comme un oiseau gracieux et qu'un nom monosyllabique est facile à retenir.
En une décennie, d'autres modèles sont déclinés à partir du Gull. Le Percival Mew Gull (en) en 1934, destiné à la course (six exemplaires construits). Le Percival Vega Gull en 1935, plus gros et produit à 90 exemplaires, puis sa version militaire an 1939, le Percival Proctor, produit à plus de 1100 exemplaires.

### Histoire opérationnelle

#### Civile
Le Percival Gull commence sa carrière en juillet 1932 quand Percival s'engage avec le prototype à peine terminé (G-ABUR) piloté dans l'édition 1932 de la King's Cup Race. Il couvre les 1 970 km de ce tour d'Angleterre autour de l'aérodrome de Brooklands à une vitesse moyenne de 228 km/h ce qui lui permet, grâce à un handicap très faible, de terminer la course à la douzième place.
Sponsorisé par le futur roi George VI, la nouvelle version de l'appareil est inscrite à l'édition 1933 de la course et confiée au Flight lieutenant J. Armour. Le pilote se classe premier de sa poule éliminatoire, remporte la seconde manche de 333 km avec une moyenne de 249,5 km/h puis est le plus rapide lors de la troisième manche qu'il parcourt à 248,3 km/h. Une vitesse néanmoins insuffisante pour compenser son handicap : cinquième, il ne peut pas participer à la finale réservée aux quatre premiers.
Le 4 octobre 1933, le pilote australien Charles Kingsford Smith décolle de Lympne au sud-est de l'Angleterre à bord de son D.2 baptisé « Miss Southern Cross » (et immatriculé G-ACJV). Il a installé un réservoir auxiliaire à la place des deux sièges passager pour atteindre une capacité d'emport de 545 litres.
Le 11 octobre, sept jours quatre heures et quarante-quatre minutes plus tard, il se pose à Wyndham sur la côte nord-ouest de l'Australie ; établissant ainsi un nouveau record pour un vol Angleterre-Australie,,. Il survole entre autres l'Italie, l'Irak, l'Inde, la Birmanie, la Thaïlande et l'Indonésie et effectue notamment une étape de 2 575 km sans escale entre Brindisi (Italie) et Bagdad (Irak).
Le 17 juin 1935, Edgar Percival effectue un aller retour Angleterre-Maroc-Angleterre en un seul jour, et recevra la Médaille d'Or Oswald Watt (en) l'année suivante pour être le premier pilote britannique à effectuer un aller-retour jusqu'en Afrique en une journée. Il effectue ce voyage aux commandes d'un Gull VI (G-ADEP) en décollant à 1 h 30 de Gravesend pour se poser à 8 h 40 à Oran (soit une moyenne de 257 km/h) d'où il repart à 11 h 0 pour se poser à Croydon à 18 h 20,.
Deux mois plus tard, le 26 août 1935, le pilote indien Man Mohan Singh (en) tente de battre le record de vitesse entre la Grande-Bretagne et l'Afrique du Sud mais il détruit son appareil, un D.2 Gull motorisé avec un Napier Javelin III, à Luwinga en Rhodésie (dans l'actuel Malawi),.
Les 7 septembre et 8 septembre, pendant que Percival brille lors de la King's Air Cup avec un Percival Mew Gull (en), Charles E. Gardner y prend part avec son Gull VI (G-ADFA). Au-delà de sa septième place, il s'y voit décerner le Siddeley Trophy,.
Le 2 novembre 1935, le Britannique Harry Frank Broadbent (en) décolle de Croydon à 7 h à bord de son Gull VI (VH-UVA) et se pose à Darwin le 9 novembre après six jours vingt-et-une heures et dix-neuf minutes de vol, nouveau record de la traversée.
L'Australien Charles James Melrose décolle en même temps que lui de Croydon, aux commandes d'un Gull IV Mk.III (VH-UVH), à la conquête du même record. Mais il s'arrête à Singapour pour participer aux recherches pour tenter de retrouver Charles Kingsford Smith, porté disparu le 8 novembre en mer d'Andaman.

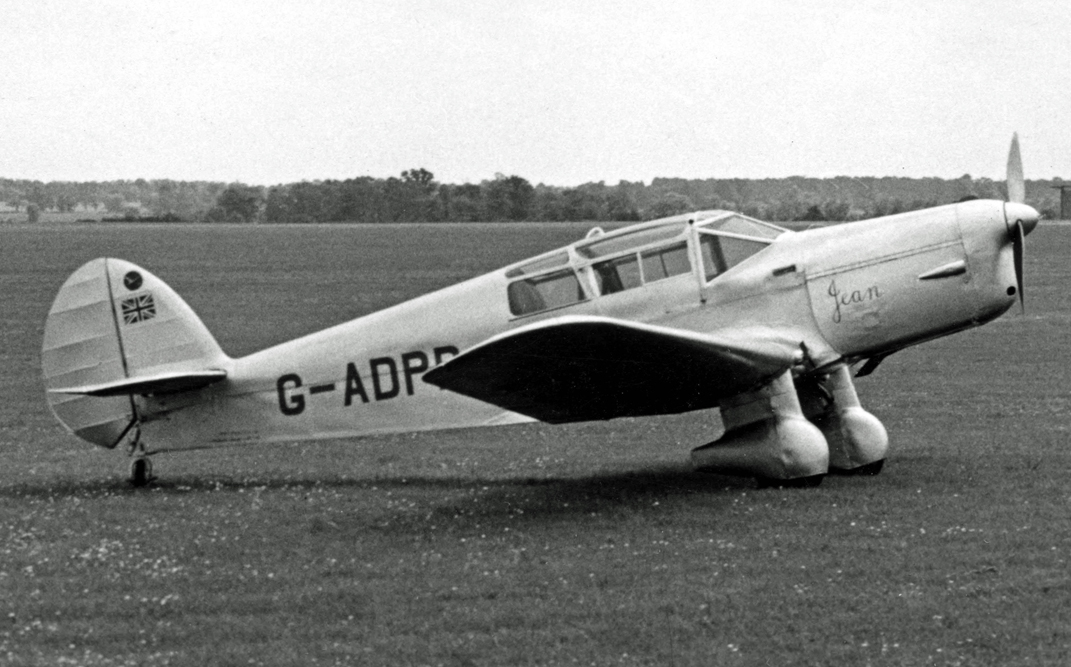
Le Gull VI de Jean Battenen 1954

Le 11 novembre 1935, l'aviatrice néo-zélandaise Jean Batten décolle à 6 h 30 de Lympne à bord d'un Gull VI (G-ADPR). Elle descend vers l'Afrique et longe sa côte ouest (Casablanca, Villa Cisneros, Thiès) avant de commencer une traversée de l'Atlantique depuis le Sénégal en direction du Brésil qu'elle atteint par le Cap Saint Roque et se pose à Natal le 13 novembre après un vol sans escale de 13 h 15. Ce temps est alors le nouveau record de la traversée, et Batten devient la première femme à franchir seule l'Atlantique Sud. Elle bat également le record pour un vol Grande-Bretagne-Brésil en ayant mis deux jours treize heures et quinze minutes entre Lympne et Natal. Elle poursuit ensuite son périple en ralliant Rio de Janeiro, Buenos Aires puis Montevideo.
Le 3 avril 1936, Amy Mollison décolle de Gravesend à bord d'un Gull VI (G-ADZO) en direction de l'Afrique du Sud. En redécollant de Colomb-Béchar, elle endommage son train d'atterrissage et doit renoncer. Elle fait une nouvelle tentative le mois suivant en redécollant d'Angleterre le 4 mai. Elle longe la côte ouest de l'Afrique et atterrit au Cap le 7 mai 1936 à 15 h 31 au Cap et s'adjuge le record de du parcours en trois jours six heures et vingt-six minutes. Elle redécolle le 10 mai en empruntant une route plus centrale, et se pose à Croydon le 15 mai avec encore une fois un record sur ce trajet : quatre jours seize heures et dix-sept minutes. En douze jours, elle a parcouru 22 960 km.
Le 5 octobre 1936, la Néo-zélandaise Jean Batten repart de Lympne à 4 h 10 en direction de l'Australie, toujours à bord de Gull VI baptisé entre-temps « Jean ». Après cinq jours, 21 heures et 3 minutes, elle se pose à Darwin et bat le record de son pour tenter de battre le record de Broadbent. Elle continue son voyage jusqu'à Sydney puis le 16 octobre 1936 en redécolle vers la Nouvelle-Zélande. Elle se pose le jour même à Auckland dix heures et demie plus tard. Elle s'adjuge alors deux nouveaux records : la traversée de la mer de Timor (1 330 km) en huit heures trente et la liaison Grande-Bretagne Nouvelle-Zélande en solitaire en onze jours une heure et vingt-cinq minutes, pour une distance parcourue de 22 900 km qu'elle est la première à franchir,,.
Le 19 mai 1937, le capitaine P. G. Taylor décolle de Batavia (l'actuelle Jakarta, capitale indonésienne sur l'île de Java) pour Sidney à bord de son Gull VI (VH-UVA). S'il rencontre des problèmes en Australie, il bat néanmoins le record de vitesse pour un vol en solitaire entre Java et l'Australie en arrivant à Wyndham le 20,. 
Jean Batten repart de Sidney avec son Gull VI le 18 octobre 1937 à 21 h 30 vers l'Angleterre, où elle se pose à Lympne le 24 octobre à 15 h 45, établissant un nouveau record pour la distance en cinq jours, dix-huit heures et quinze minutes.
Mais au delà des courses et des records, destination première du Percival Gull, l'avion a été exploité commercialement. Par exemple, Edward Connellan (en) en exploite deux au sein de sa Connellan Airways (en) pour le transport de courrier et de passagers en Australie.

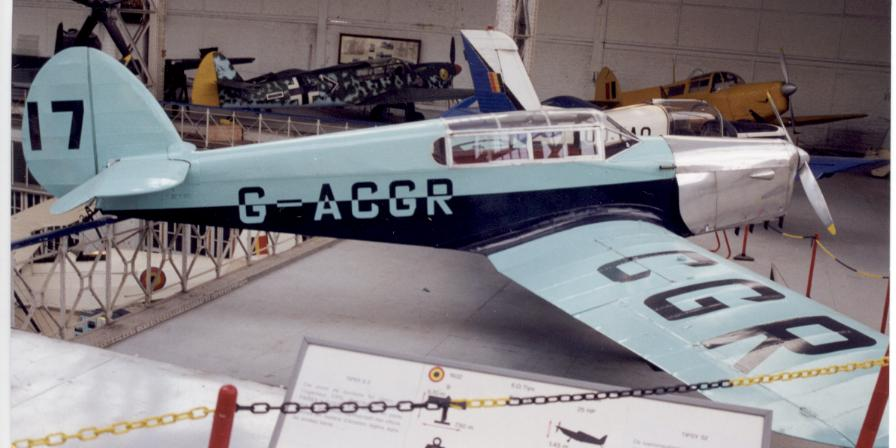
Le Gull IV (G-ACGR) exposé à Bruxelles.

Le Gull VI G-ADPR de Jean Batten est exposé à Aéroport d'Auckland,. Un autre appareil, un Gull IV P.1.B Mk.2 équipé d'un moteur Napier Javelin, immatriculé G-ACGR et ayant notamment participé aux King's Cup de 1933 et 1934  et à la course Londres - Newcastle-upon-Tyn, est exposé au Musée royal de l'Armée et de l'Histoire militaire de Bruxelles,.

#### Militaire
Le Percival Gull n'est pas un appareil militaire. Une version destinée à cet usage en est issu, le Percival Proctor. Néanmoins pendant la Seconde Guerre mondiale, le Gull de Batten est réquisitionné par la Royal Air Force pour servir d'avion de liaison (sous l'identification AX866).
Par ailleurs, au moins un Gull a été fourni aux républicains espagnols pendant la guerre d'Espagne. Initialement immatriculé G-ADEP, il finira sa carrière au sein de l'armée de l'air espagnole sous l'identification 30-99.

## Spécifications techniques

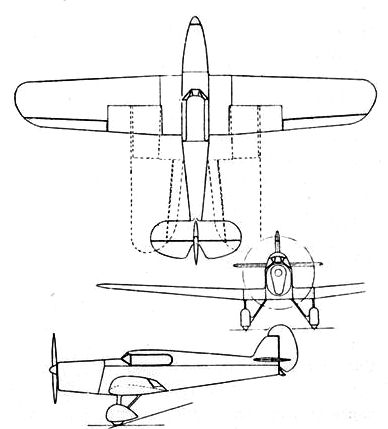
Percival Gull, 1932

Le Percival Gull est un avion monoplan, à aile basse cantilever. Sa structure est réalisée en bois d'épicéa, recouverte d'une toile enduite à trois couches : le fuselage est constitué de nervures et de longerons qui reposent sur une poutre centrale tandis que la voilure est faite de trois panneaux, une section centrale de corde et épaisseur constantes et deux panneaux trapézoïdaux, construit sur un modèle classique à l'époque : deux longerons tenus par des entretoises, des renforts de contreplaqué pour les bords d'attaque, le tout également entoilé. Long de 7,52 m et haut de 2,25 m le Gull a une envergure de 10,97 m mais son encombrement est fortement réduit grâce au système d'aile repliable d'Henderson : Les ailes peuvent être relevées puis repliées le long du fuselage, réduisant la largeur de l'avion à 3,691 m,. L'avion a une masse à vide de 531 kg et une masse maximale de 930 kg. Il est équipé d'un train d'atterrissage classique fixe, intégrant un amortisseur hydraulique. Les roues sont équipées de pneus basse pression Palmer, de freins hydrauliques, et sont carénées.
L'habitacle peut héberger trois personnes, le pilote et deux passagers. Les trois sièges sont positionnés les uns derrière les autres, mais sans être alignée : le pilote est déporté légèrement à gauche, le premier passager à droite, le second encore à gauche. Cette configuration, autorisée par la largeur de l'habitacle, permet un plus grand confort pour les passagers (et leurs jambes). Il est entièrement fermé, par un pare-brise composé de cinq panneaux vitrés plats, de deux longs vitrages latéraux coulissants, et d'un toit en bois percé de trois panneaux vitrés circulaires. Le panneau droit est fixe alors que le toit est articulé par rapport au panneau droit et le panneau gauche articulé par rapport au panneau droit, et cette double articulation permet d'ouvrir l'habitacle et de rentrer ou sortir de l'appareil.
La motorisation du Gull varie suivant les versions. Le prototype est équipé d'un Cirrus (en) Hermes IV,  un moteur à quatre cylindres en ligne inversés (l'arbre est au-dessus des cylindres) refroidi par air, mais le bâti-moteur est suffisamment grand pour permettre de loger un moteur de six cylindres dans la même configuration. Ce sera le cas avec le Napier Javelin (en) III ou le de Havilland Gipsy Six (en), mais l'avion est aussi produit équipés d'autres moteurs à quatre cylindres avec le de Havilland Gipsy Major (en) I et le Blackburn Cirrus Major (en),. Ce moteur entraîne une hélice bipale en métal Fairey à pas fixe. Le carburant est stocké dans deux réservoirs de 91 litres situés entre les longerons des panneaux externes.

### Versions
Les Gull répondent à différents systèmes de dénomination pour distinguer chaque version. Certaines, comme la distinction entre le prototype et les premiers appareils de série, ou la classification en « P. », ont été créées a posteriori. Les différentes versions diffèrent principalement par leur motorisation. L'appareil existe en trois modèles, D.1, D.2 et D.3, la version D.2 étant elle-même divisée en un certain nombre de révisions,. 
| Modèle          | Révision       | Motorisation                                | Description | Nombre d'appareils produits        |
| --------------- | -------------- | ------------------------------------------- | --- | ---------------------------------- |
| D.1 Gull        | Mk I ou P.1    | Cirrus (en) Hermes IV, 130 ch               | Le prototype, G-ABUR | 1                                  |
| D.2 Gull Quatre | Mk II ou P.1A  | Cirrus Hermes IV, 130 ch                    | La première version de série construite à partie du prototype, avec une canopée améliorée. | 3                                  |
| D.2 Gull Quatre | Mk IIA ou P.1B | Napier Javelin (en) III, 160 ch             | Première motorisation six cylindres, elle permet au Gull d'atteindre une vitesse de pointe de 255 km/h. | 8                                  |
| D.2 Gull Quatre | Mk IIB ou P.1C | de Havilland Gipsy Major (en), 130 ch       | Le même appareil que les P.1A et P.1B, mais équipé du principal concurrent du Cirrus Hermes IV, le de Havilland Gipsy Major | 11                                 |
| D.2 Gull Quatre | Mk III ou P.1D | de Havilland Gipsy Major, 130 ch            | Le fuselage est retravaillé pour améliorer l'accès et le confort en cabine, le train d'atterrissage est amélioré et un compartiment à bagages est installé derrière les sièges.                                                                   | 3                                  |
| D.2 Gull Quatre | Mk III (P.1E)  | Blackburn Cirrus Major (en) I or II, 135 ch | Le même appareil que le P.1D, au moteur près. | 1                                  |
| D.3 Gull Six    | P.3            | de Havilland Gipsy Six (en), 200 ch         | Seconde motorisation six cylindres, la plus puissante. Cette version bénéficie également d'un nouveau pare-brise, du remplacement de l'aérofrein ventral par des volets de bord de fuite, et d'une nouvelle amélioration du train d'atterrissage. | 19, plus 4 Gull Quatre reconvertis |

Deux autres appareils, deux Gull Four, ont été produits, mais leur version exacte n'est pas connue.